# سیارک ۵۰۵۸
سیارک ۵۰۵۸ (به انگلیسی: 5058 Tarrega، نامگذاری:1987OM) پنج هزار و پنجاه و هشتمین سیارک کشف شده‌است که در ۲۸ ژوئیه ۱۹۸۷ کشف شد.
قدر مطلق سیارک برابر ۱۳٫۷۰ است.